# 香港新方向
香港新方向（英語：New Prospect for Hong Kong）是一個2019年10月成立的香港偏建制派政治組織，成員來自工程、會計、法律、公關、金融、醫護、社工、教育、媒體等背景，以及不同政治光譜。
2021年該政黨首次派員參加立法會選舉，成功獲得一個議席，而當選人為新界北的工程師張欣宇。
2023年該政黨首次派員參加區議會選舉，成功獲得一個議席，而當選人為元朗區議員陳燕君。

## 理念
香港新方向在香港、中國和世界的理念如下：
- 香港管治核心必須回歸以民為本，完善民主參與，擺脫財團壟斷；並落實政府的「真問責」。
- 重樹中華民族命運共同體的身份認可，令香港在國家「新發展階段」中承擔經濟發展和人才培育的領軍角色，並繼續為中國的城市治理模式提供經驗和制度探索。
- 鞏固亞洲全球城市地位，保持活力、開放和韌性，持續吸引世界智慧，為市民、為整個國家乃至為全人類的共同事業作出貢獻。

## 組織架構

### 顧問
「香港新方向」於2022年10月宣布委任4位顧問，包括前香港運輸及房屋局局長張炳良、前公務員事務局局長聶德權、規劃署前署長凌嘉勤，及全國政協委員、香港深圳社團總會會長鄧清河。

### 成員
曾經在社區服務的前民建聯選舉會員、前民主派人士也有加入新方向，例如去年參選立法會工程界的黃偉信和前公民黨觀塘區議員李煒林。

## 選舉

### 立法會選舉
| 選舉 | 民選得票 | 民選得票比例 | 地方選區議席 | 選舉委員會議席 | 功能界別議席 | 總議席 | +/- |
| 2021 | 28,986▲  | 2.19%▲       | 1            | 0              | 0            | 1 / 90 | 1▲  |

### 區議會選舉
| 選舉 | 民選得票 | 民選得票比例 | 總議席  | +/- |
| 2023 | 21,380▲  | 1.79▲        | 1 / 470 | 1▲  |

## 議員

### 立法會議員席位
| 選區／界別 | 議員     | 2022-2025 | 備註 |
| ---------- | -------- | --------- | ---- |
| 地方選區   | 新界北   | 張欣宇    |      |
| 所得議席   | 所得議席 | 所得議席  | 1    |

## 外部連結
- 香港新方向官方網站 （页面存档备份，存于）